# Правителство на Стефан Стамболов
Правителството на Стефан Стамболов е петнадесетото правителство на Княжество България, назначено с Указ № 6 от 20 август 1887 г. на княз Фердинанд Сакскобургготски. Управлява страната до 19 май 1894 г., след което е наследено от второто правителство на Константин Стоилов.

## Политика
Съставено е от фракцията на Либералната партия начело със Стефан Стамболов (от 1890 Народнолиберална партия) и деятели на бившата Консервативна партия непосредствено след избирането на Фердинанд Сакскобургготски за български княз. При управлението му новосъздадената българска държава преодолява вътрешните размирици от 1886 – 1887, развива индустрията си и пътната мрежа и открива първия си университет (Висшето училище в София). Външната политика е насочена към сближение с Англия и Австро-Унгария срещу Русия и с Османската империя срещу Сърбия и Гърция, в резултат на което се засилва българското влияние в Македония, намираща се под османска власт. Вътрешната политика е белязана от репресии над опозицията, политически процеси и ограничаване на свободното слово. Действията на правителството водят до укрепване на престола на Фердинанд в страната, но конфликтът с Русия остава неразрешен. Това и недоволството на армията и образуваната през 1893 „Съединена легална опозиция“ от авторитарния стил на управление на Стамболов позволяват на княза да се възползва от поредната му оставка и да замени кабинета на Народнолибералната партия с правителство начело с Константин Стоилов през пролетта 1894 година.

## Съставяне
Кабинетът, оглавен от Стефан Стамболов, е образуван главно от представители на Народнолибералната (Стамболова) партия.

### Кабинет
Сформира се от следните 5 министри:
| министерство                      | име | име                | партия                           |
| --------------------------------- | --- | ------------------ | -------------------------------- |
| председател на Министерския съвет |     | Стефан Стамболов   | Либерална партия (стамболовисти) |
| външни работи и изповедания       |     | Георги Странски    | Либерална партия (стамболовисти) |
| народно просвещение               |     | Георги Живков      | Либерална партия (стамболовисти) |
| вътрешни работи                   |     | Стефан Стамболов   | Либерална партия (стамболовисти) |
| финанси                           |     | Григор Начович     | Консервативна партия             |
| военен                            |     | Сава Муткуров      | военен                           |
| правосъдие                        |     | Константин Стоилов | Консервативна партия             |

### Промени в кабинета

#### от 12 декември 1888
| министерство | име | име            | партия                           |
| ------------ | --- | -------------- | -------------------------------- |
| финанси      |     | Иван Салабашев | Либерална партия (стамболовисти) |
| правосъдие   |     | Димитър Тончев | Либерална партия (радослависти)  |

#### от 4 юни 1890
| министерство                | име | име                     | партия                  |
| --------------------------- | --- | ----------------------- | ----------------------- |
| външни работи и изповедания |     | Стефан Стамболов (упр.) | Народнолиберална партия |
| финанси                     |     | Георги Живков (упр.)    | Народнолиберална партия |

#### от 2 ноември 1890
| министерство                | име | име            | партия                  |
| --------------------------- | --- | -------------- | ----------------------- |
| външни работи и изповедания |     | Димитър Греков | Народнолиберална партия |
| финанси                     |     | Христо Белчев  | Народнолиберална партия |

#### от 4 февруари 1891
| министерство | име | име          | партия |
| ------------ | --- | ------------ | ------ |
| военен       |     | Михаил Савов | военен |

#### от 19 март 1891
| министерство | име | име            | партия                  |
| ------------ | --- | -------------- | ----------------------- |
| финанси      |     | Григор Начович | Народнолиберална партия |

#### от 20 септември 1891
| министерство | име | име                   | партия                  |
| ------------ | --- | --------------------- | ----------------------- |
| правосъдие   |     | Димитър Греков (упр.) | Народнолиберална партия |

#### от 13 февруари 1892
| министерство | име | име            | партия                  |
| ------------ | --- | -------------- | ----------------------- |
| правосъдие   |     | Иван Салабашев | Народнолиберална партия |

#### от 18 ноември 1892
| министерство | име | име                   | партия                  |
| ------------ | --- | --------------------- | ----------------------- |
| финанси      |     | Иван Салабашев (упр.) | Народнолиберална партия |

#### от 12 декември 1892
| министерство | име | име             | партия                  |
| ------------ | --- | --------------- | ----------------------- |
| финанси      |     | Иван Салабашев  | Народнолиберална партия |
| правосъдие   |     | Панайот Славков | Народнолиберална партия |

#### от 19 ноември 1893
- С изменения в конституцията от 15 май 1893 г. (с Указ № 5 от 19 ноември 1893 г.) са създадени две нови ведомства – Министерство на обществените сгради, пътищата и съобщенията и Министерство на търговията и земеделието.[4]

| министерство                          | име | име                     | партия                  |
| ------------------------------------- | --- | ----------------------- | ----------------------- |
| народно просвещение                   |     | Стефан Стамболов (упр.) | Народнолиберална партия |
| правосъдие                            |     | Константин Поменов      | Народнолиберална партия |
| търговия и земеделие                  |     | Панайот Славков         | Народнолиберална партия |
| обществени сгради, пътища и съобщения |     | Димитър Петков          | Народнолиберална партия |

#### от 15 април 1894
| министерство | име | име         | партия |
| ------------ | --- | ----------- | ------ |
| военен       |     | Рачо Петров | военен |

## Събития

### Международни отношения
- 10 август 1887 – Под руски натиск османският сюзерен обявява избора и присъствието на княз Фердинанд Сакскобургготски в България за незаконни.[5]
- 3 юли 1888 – Българската администрация завзема насилствено жп линията Вакарел – Белово от дружеството на Виталис, договорило експлоатацията ѝ с Високата порта.[6]
- 5 юли 1890 – Османското правителство разрешава на Българската екзархия да изпрати митрополити в Скопска и Охридска епархия.[7]
- 16 февруари 1892 – Българският дипломатически агент Георги Вълкович е убит в Цариград.[8]
- 29 януари 1894 – Българските власти завземат станция Саранбей от Източните железници.[9]
- 8 март 1894 – Княжество България и Османската империя уреждат спора за експлоатацията на жп линиите от Вакарел до Саранбей с даването им под наем на българското правителство. Стамболов задържа подписването на споразумението с повече от месец, докато Високата порта отстъпи на исканията му за автономия на българските училища в Македония.[9]
- 12 април 1894 – Султанът издава берати за български владици във Велешка и Неврокопска епархия.[9]

### Вътрешна политика
- октомври 1887 – С унищожаването на четите на Николай Набоков и Петър Боянов, навлезли в югоизточна България от Турция, са потушени окончателно опитите за въоръжена съпротива на русофилите.[10][11]
- 28 септември 1887 – Избори за Петото обикновено народно събрание, предхождани от погроми над опозицията, съпроводени с насилие на редица места в страната и спечелени от стамболовистите, които сформират своя партия няколко години по-късно (1890 – 1892).[11]
- 13 декември 1887 – Народното събрание приема Закон за печата, който позволява на правителството да спре почти всички опозиционни вестници.[12]
- 14 декември 1887 – Парламентът гласува Закон за изтребление на разбойничеството, насочен, освен срещу разбойниците, и срещу селата, съпротивляващи се на данъчните власти.[13]
- януари 1890 – Разкрит е заговорът на Коста Паница.[14]
- 15 март 1891 – При атентат срещу министър-председателя Стефан Стамболов в София е убит министърът на финансите Христо Белчев. Атентът е последван от масови репресии над опозицията.[8]
- 7 декември 1892 – Народното събрание приема Закон за изменение на конституцията, който позволява бъдещият първороден син на княз Фердинанд да бъде католик и така изпълнява условието на пармския дук Роберт да даде дъщеря си за жена на княза. Законът предизвиква остър конфликт на правителството с Екзархията.[15]
- май 1893 – Четвъртото велико народно събрание утвърждава конституционните промени, които, освен условието за вярата на престолонаследника, включват и намаляване на депутатите в народното събрание. В новата редакция на член 86 един народен представител вече се избира не от 10 000, а от 20 000 избиратели.[16]

### Стопанство и финанси
- 31 юли 1888 – Открит е международният трафик по железопътната линия Виена – Белград – София – Цариград.[6]
- 5 октомври 1888 – Правителството на Стамболов взема заем от Лондон на стойност близо 47 милиона златни лева при 6 % лихва. Постъпленията са използвани за откупуването на жп линията Русе – Варна от английския ѝ собственик. Това е първият кредит на Княжеството в чужбина. До 1892 общата стойност на взетите кредити надвишава 217 милиона златни лева.[17]
- 14 ноември 1889 – С Великобритания е сключена първата самостоятелна търговска спогодба на Княжество България; митото на английските стоки е повишено от 8 на 10,5 % за едногодишния период, в който действа споразумението.[18]
- 18 май 1890 – Първи превози по жп линията Ямбол – Бургас.[14]
- 15 август – 1 ноември 1892 – В Пловдив се състои Първото българско земеделско-промишлено изложение.[19]
- 9 декември 1893 – Открита е железопътната линия София – Перник.[14]

Правителството на Стамболов увеличава за броени години почти двойно държавните разходи за обслужване на задълженията по Берлинския договор, изграждане на пътната инфраструктура, засилване на армията и други цели. От 55,2 през 1886 разходната част на бюджета нараства до 104,8 милиона лева през 1892 г. С част от тези средства през 1888 г. е достроена железопътната връзка с Централна Европа, развива се пътната мрежа (през 1887 – 1894 са построени 360 km железници от общо 1079 km през 1899 г.), разширени са пристанищата Варна и Бургас, като същевременно е запазено златното покритие на лева. Строежите са финансирани със заеми от Англия и Австро-Унгария.
В стопанската си политика Стамболов се стреми да насърчи и защити развитието на българската промишленост. Израз на това са търговските спогодби с Великобритания, Германия и други западноевропейски държави от 1889 – 1890, които заменят ниските вносни мита от османско време с по-високи. В поддържането на минното дело, рударството и други производствени сектори правителството прилага концесионна система, която облагодетелства отделни предприемачи (често приближени на политическото ръководство) с данъчни облекчения и изкупуване на продукцията от държавата. Опитите за подпомагане на индустрията като цяло се ограничават в закон от 1891 за снабдяване на армията с храна и облекло от местни източници. Законопроектите за насърчаване на местната промишленост от 1887 и 1892 не са приети от съображения за реакцията на Австро-Унгария. При управлението на Стамболов са построени десетки фабрики. Броят на по-големите предприятия е удвоен, но, както и преди, те задоволяват едва 14 % от нуждите на страната.

### Образование и култура
- декември 1888 – Създаденият през октомври висш педагогически курс към Софийската класическа гимназия е преобразуван със закон във Висше училище (бъдещия Софийски университет), учредено официално на 1 януари 1889. През следващите три години се обособяват Историко-филологически, Физико-математически и Юридически отдел на Висшето училище.[24][25]
- декември 1891 – Влиза в сила Закон за народното просвещение, с който се повишава цензът за преподавателите и се организира и централизира ръководството на основните и средните училища.[26]